# Mikkel Jensen
Mikkel Jensen (Aarhus, 31 dicembre 1994) è un pilota automobilistico danese, vincitore nella categoria LMP3 dell'European Le Mans nel 2019, nel 2021 vince IMSA nella categoria LMP2 e dal 2022 corre nel Campionato del Mondo Endurance con il team Peugeot.

## Carriera

### Inizi
Jensen inizia a competere in kart nel 2010 in Danimarca, tre anni dodo nel 2013 passa alle corse in monoposto, gareggiando nella Formula ADAC Masters con il team Lotus. Jensen rimane nella serie nel 2014, passando al team Neuhauser Racing. Conquista dieci vittorie una a Oschersleben, una a Zandvoort, due a Spielberg, due al Sachsenring, due al Nürburgring e l'ultima al Hockenheim. Il danese domina e vince il campionato con 115 punti di vantaggio sul secondo, Maximilian Günther. 

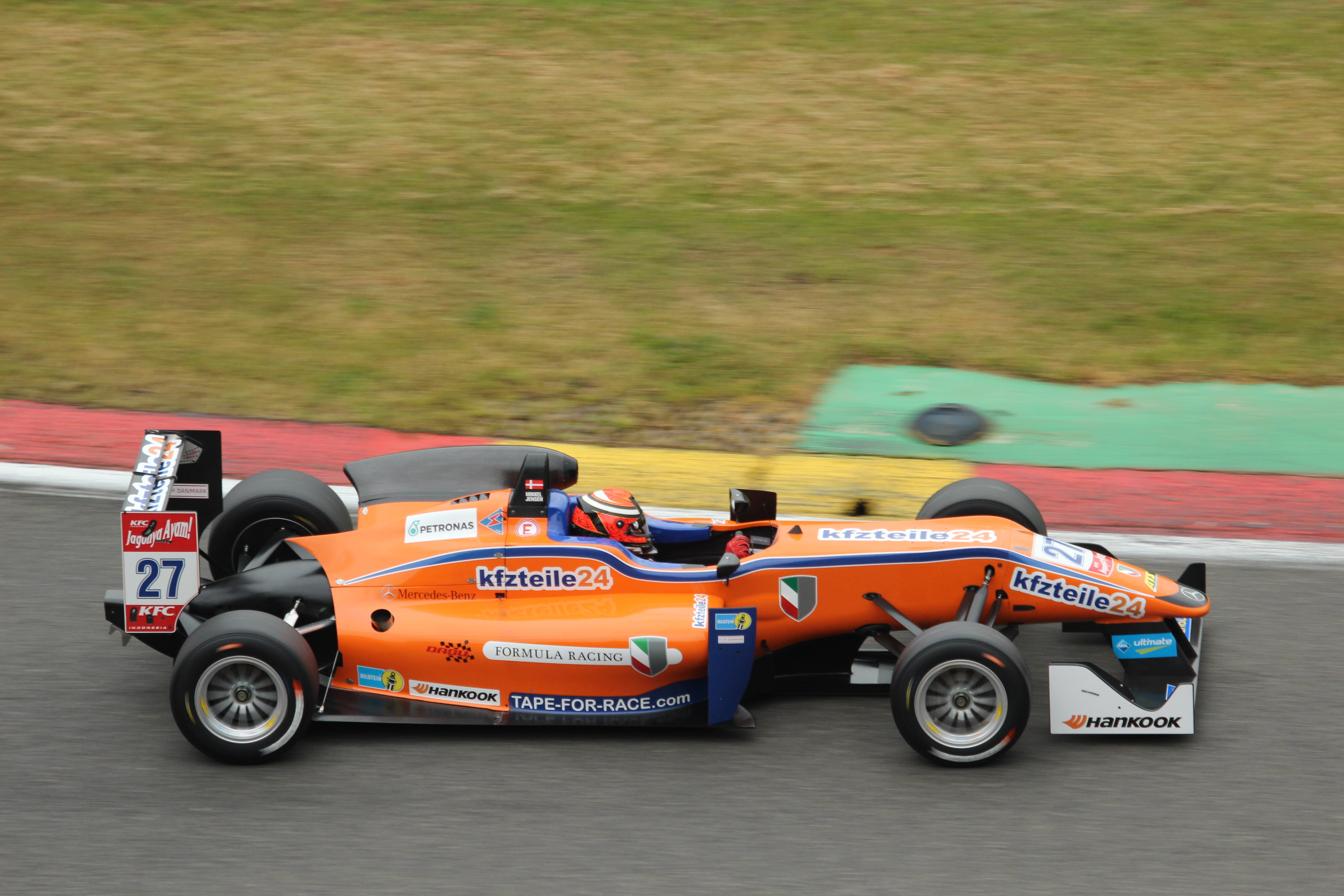
Mikkel Jensen nel 2015

Nel 2015 Jensen passa con il team Mücke Motorsport alla F3 europea e partecipa la Gran Premio di Macao. Chiude la stagione decimo conquistando una pole e due vittorie, l'anno successivo ci riprova, ma peggiora il suo risultato chiudendo 12º in classifica.

### European Le Mans Series
Nel 2017 esordisce nella categoria LMP3 dell'European Le Mans con il team AT Racing. Partecipa part-time nella categoria anche l'anno seguente per poi passare al team Eurointernational nel 2018, Jensen conquista tre vittorie nelle sei gare disputate e si laurea campione nella categoria LMP3.
Nel 2020 Jensen rimane nell'European Le Mans ma sale nella massima categoria, corre nella LMP2 con il team G-Drive Racing, conquista un'altra vittoria e chiude terzo in classifica generale. Nel 2021 invece disputa solo la gara di Monza. Nel 2022 torna a competere nella serie a tempo pieno ma nella classe GT con il team Kessel Racing, il danese ottiene la vittoria di classe nella 4 ore di Spa.

### IMSA
Nel 2020 Jensen esordisce nella categoria LMP2 della IMSA con il team Tower Motorsport By Starworks. Partecipa solo a due gare, vincendo la Petit Le Mans e arrivando secondo alla 12 Ore di Sebring. Nel 2021 rimane nella serie sempre in LMP2 ma passa al team PR1/Mathiasen Motorsports in coppia con Ben Keating. Chiude settimo alla 24 Ore di Daytona, vince la 12 Ore di Sebring. A Watkins Glen l'equipaggio chiude secondo nella prima gara e vince la seconda, salgono sul podio anche a Road America con il terzo posto e con la vittoria a Laguna Seca il duo si laure campione nella categoria, oltre ad aver vinto la Michelin Endurance Cup (MEC).
Nel 2022 oltre impegno con il team Peugeot Sport partecipa con il team PR1/Mathiasen Motorsports a tre gare della stagione 2022. Dopo il quarto posto alla 24 Ore di Daytona ottiene la vittoria di classe nella 12 Ore di Sebring e nella 6 Ore di Watkins Glen. Grazie il sesto posto nella Petit Le Mans vince la Michelin Endurance Cup per la seconda volta consecutiva nella classe LMP2. Per il 2023 partecipa alla 24 Ore di Daytona con il team TDS Racing.
Nel 2025 disputerà la 24 Ore di Daytona nella categoria LMP2 sempre con TDS Racing.

### WEC

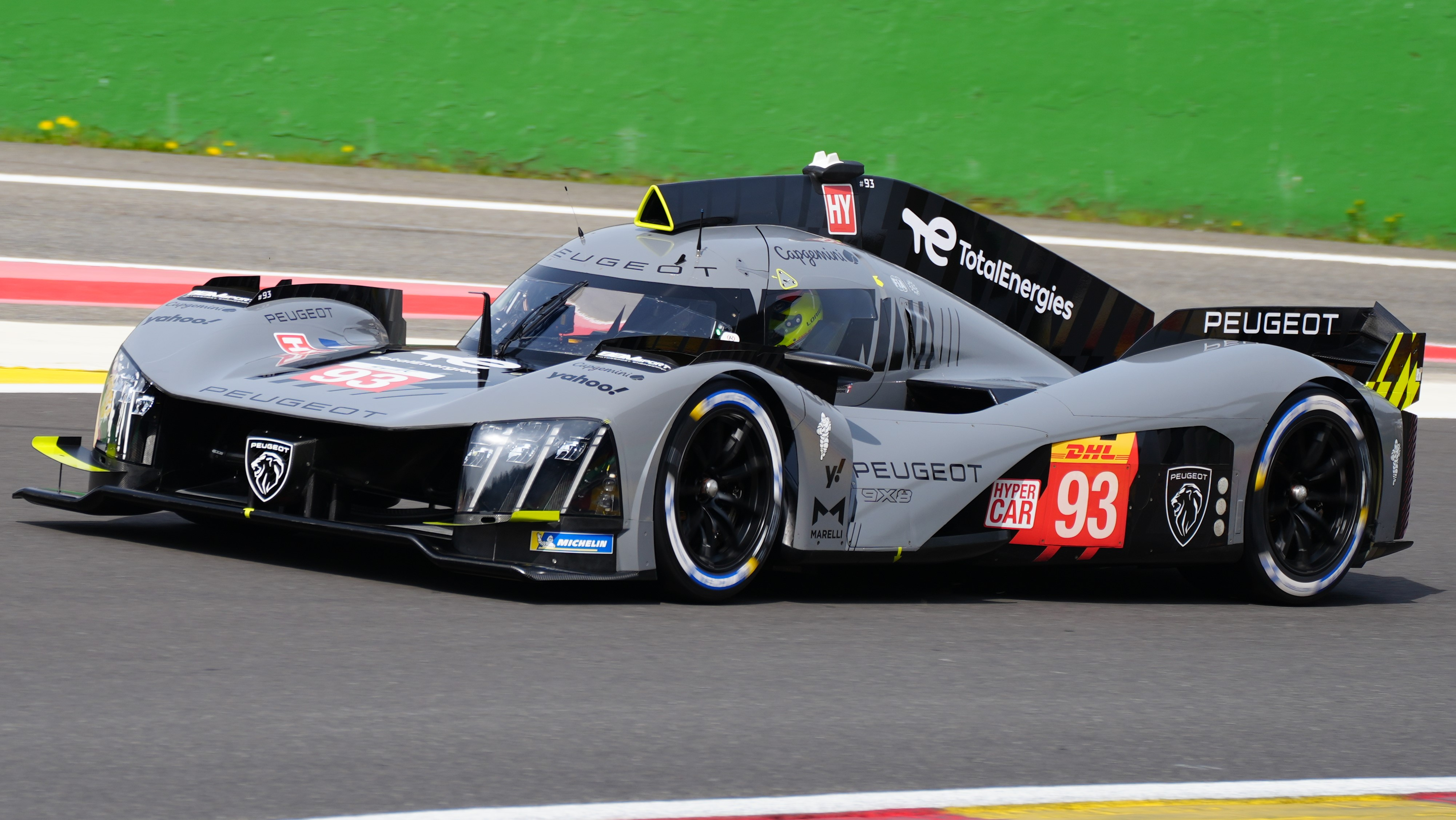
La Peugeot 9X8 di Vergne durante la 6 ore di Spa 2023

Jensen viene annunciato come nuovo pilota del team Peugeot Sport per la stagione 2022 del WEC nella categoria Hypercar. Il pilota statunitense guiderà la nuova Peugeot 9X8 insieme a Loïc Duval, Paul di Resta, Gustavo Menezes, Kevin Magnussen e Jean-Éric Vergne. Visto i ritardi dovuti omologazione della vettura francese, Jensen partecipa alla 24 Ore di Le Mans con il team Kessel Racing nella classe LMGTE Am. L'esordio a guida della Peugeot 9X8 arriva alla 6 Ore di Monza 2022 quarto round della stagione, ma la vettura non è competitiva durante il finale di stagione.
Confermato per la stagione seguente, la vettura migliora e nella 6 Ore di Monza arriva il primo podio, chiudendo terzo dietro la Toyota e la Ferrari.

## Risultati
| Stagione | Serie                             | Team                          | Gare | Vittorie | Pole | G/V | Podi | Punti | Pos. |
| -------- | --------------------------------- | ----------------------------- | ---- | -------- | ---- | --- | ---- | ----- | ---- |
| 2013     | Formula ADAC Masters              | Lotus                         | 24   | 0        | 0    | 0   | 2    | 94    | 10°  |
| 2014     | Formula ADAC Masters              | Neuhauser Racing              | 24   | 10       | 8    | 12  | 17   | 377   | 1°   |
| 2015     | Formula 3 europea                 | Mücke Motorsport              | 32   | 0        | 1    | 0   | 2    | 115.5 | 10°  |
| 2015     | Gran Premio di Macao              | Mücke Motorsport              | 1    | 0        | 0    | 0   | 0    | N/A   | 19°  |
| 2016     | Formula 3 europea                 | Mücke Motorsport              | 29   | 0        | 0    | 0   | 1    | 107   | 12°  |
| 2017     | European Le Mans - LMP3           | AT Racing                     | 5    | 1        | 3    | 3   | 1    | 54    | 6°   |
| 2017     | Blancpain GT Series Endurance Cup | Walkenhorst Motorsport        | 4    | 0        | 0    | 0   | 0    | 0     | NC   |
| 2018     | ADAC GT Masters                   | BMW Team Schnitzer            | 14   | 0        | 0    | 0   | 3    | 69    | 6°   |
| 2018     | European Le Mans - LMP3           | AT Racing                     | 3    | 0        | 0    | 2   | 0    | 18    | 16°  |
| 2018     | Michelin Le Mans Cup              | Eurointernational             | 2    | 1        | 1    | 0   | 1    | 20    | 15°  |
| 2018     | International GT Open             | Senkyr Motorsport             | 2    | 0        | 0    | 0   | 0    | 0     | NC†  |
| 2019     | European Le Mans - LMP3           | Eurointernational             | 6    | 3        | 1    | 2   | 4    | 102   | 1°   |
| 2019     | International GT Open             | BMW                           | 5    | 0        | 0    | 0   | 1    | 24    | 16°  |
| 2019     | Blancpain GT Series Endurance Cup | Walkenhorst Motorsport        | 1    | 0        | 0    | 0   | 0    | 7     | 28°  |
| 2019-20  | Asian Le Mans Series - GT         | Car Guy Racing                | 1    | 0        | 0    | 0   | 1    | 18    | 14°  |
| 2020     | European Le Mans - LMP2           | G-Drive Racing                | 5    | 1        | 0    | 2   | 3    | 61    | 3°   |
| 2020     | IMSA - LMP2                       | Tower Motorsport By Starworks | 2    | 1        | 0    | 1   | 2    | 67    | 6°   |
| 2021     | IMSA - LMP2                       | PR1/Mathiasen Motorsports     | 7    | 3        | 5    | 3   | 6    | 2162  | 1°   |
| 2021     | Asian Le Mans Series - GT         | Car Guy Racing                | 4    | 1        | 0    | 0   | 1    | 31.5  | 6°   |
| 2021     | European Le Mans - LMP2           | G-Drive Racing                | 1    | 0        | 1    | 0   | 0    | 7     | 25°  |
| 2022     | IMSA - LMP2                       | PR1/Mathiasen Motorsports     | 3    | 2        | 1    | 0   | 2    | 1050  | 15°  |
| 2022     | European Le Mans - LMGTE          | Kessel Racing                 | 6    | 1        | 1    | 0   | 3    | 78    | 2°   |
| 2022     | WEC - Hypercar                    | Peugeot TotalEnergies         | 3    | 0        | 0    | 0   | 0    | 12    | 10°  |

† Menezes era pilota ospite, non idoneo ai punti.
* Stagione in corso .

### Risultati European Le Mans Series
| Anno    | Squadra           | Classe | Vettura                | SIL | IMO | RBR | LEC | SPA | EST | Punti | Pos. |
| ------- | ----------------- | ------ | ---------------------- | --- | --- | --- | --- | --- | --- | ----- | ---- |
| 2016    | Formula Racing    | LMGTE  | Ferrari 458 Italia GT2 |     |     |     | 2   |     |     | 18    | 14°  |
| Anno    | Squadra           | Classe | Vettura                | SIL | MNZ | RBR | LEC | SPA | POR | Punti | Pos. |
| 2017    | AT Racing         | LMP3   | Ligier JS P217         | 4   |     | 6   | Rit | 1   | 7   | 54    | 6°   |
| Anno    | Squadra           | Classe | Vettura                | LEC | MNZ | RBR | SIL | SPA | POR | Punti | Pos. |
| 2018    | AT Racing         | LMP3   | Ligier JS P217         |     | Rit | 5   |     |     | 6   | 18    | 16°  |
| Anno    | Squadra           | Classe | Vettura                | LEC | MNZ | CAT | SIL | SPA | POR | Punti | Pos. |
| 2019    | Eurointernational | LMP3   | Ligier JS P217         | 2   | 1   | Rit | 1   | 1   | 6   | 102   | 1°   |
| Anno    | Squadra           | Classe | Vettura                | LEC | SPA | LEC | MNZ | POR |     | Punti | Pos. |
| 2020    | G-Drive Racing    | LMP2   | Oreca 07               | 2   | Rit | 2   | Rit | 1   |     | 61    | 3°   |
| Anno    | Squadra           | Classe | Vettura                | CAT | RBR | LEC | MNZ | SPA | POR | Punti | Pos. |
| 2021    | G-Drive Racing    | LMP2   | Oreca 07               |     |     |     | 8   |     |     | 7     | 25°  |
| Anno    | Squadra           | Classe | Vettura                | PAU | IMO | MON | BAR | SPA | POR | Punti | Pos. |
| 2022    | Kessel Racing     | LMGTE  | Ferrari 488 GTE EVO    | 5   | Rit | 3   | 4   | 1   | 3   | 78    | 2°   |
| Legenda |                   |        |                        |     |     |     |     |     |     |       |      |

### Risultati 24 ore di Le Mans
| Anno | Team           | Co-Piloti                          | Auto                | Classe   | Giri | Pos. | Classe Pos. |
| ---- | -------------- | ---------------------------------- | ------------------- | -------- | ---- | ---- | ----------- |
| 2020 | G-Drive Racing | Roman Rusinov Jean-Éric Vergne     | Aurus 01-Gibson     | LMP2     | 367  | 9°   | 5°          |
| 2021 | Kessel Racing  | Scott Andrews Takeshi Kimura       | Ferrari 488 GTE Evo | GTE Am   | 128  | DNF  | DNF         |
| 2022 | Kessel Racing  | Frederik Schandorff Takeshi Kimura | Ferrari 488 GTE Evo | GTE Am   | 336  | 45°  | 12°         |
| 2023 | Peugeot Sport  | Jean-Éric Vergne Paul di Resta     | Peugeot 9X8         | Hypercar | 330  | 8°   | 8°          |
| 2024 | Peugeot Sport  | Nico Müller Jean-Éric Vergne       | Peugeot 9X8         | Hypercar | 309  | 12°  | 12°         |
| 2025 | Peugeot Sport  | Paul di Resta Jean-Éric Vergne     | Peugeot 9X8         | Hypercar | 379  | 16°  | 16°         |

### Risultati IMSA
| Anno | Team                          | Classe | Auto     | Motore                | 1      | 2     | 3     | 4     | 5     | 6     | 7     | Punti | Pos. |
| ---- | ----------------------------- | ------ | -------- | --------------------- | ------ | ----- | ----- | ----- | ----- | ----- | ----- | ----- | ---- |
| 2020 | Tower Motorsport By Starworks | LMP2   | Oreca 07 | Gibson GK428 4.2 L V8 | DAY    | SEB   | ELK   | ATL   | PET 1 | LGA   | SEB 2 | 67    | 6°   |
| 2021 | PR1/Mathiasen Motorsports     | LMP2   | Oreca 07 | Gibson GK428 4.2 L V8 | DAY 7  | SEB 1 | WGL 2 | WGL 1 | ELK 3 | LGA 1 | PET 2 | 2162  | 1°   |
| 2022 | PR1/Mathiasen Motorsports     | LMP2   | Oreca 07 | Gibson GK428 V8       | DAY 4  | SEB 1 | LGA   | HDO   | WGI 1 | ROA   | PET 6 | 1050  | 15°  |
| 2023 | TDS Racing                    | LMP2   | Oreca 07 | Gibson GK428 V8       | DAY 10 | SEB 2 | LGA 1 | WGL   | ELK   | IMS   | PET   | 730*  |      |

*Stagione in corso.

### Risultati WEC
| Anno    | Squadra       | Classe   | Vettura     | SEB | SPA | LMS | MON | FUJ | BHR |     |     | Punti | Pos. |
| ------- | ------------- | -------- | ----------- | --- | --- | --- | --- | --- | --- | --- | --- | ----- | ---- |
| 2022    | Peugeot Sport | LMH      | Peugeot 9X8 |     |     |     | Rit | 4   | Rit |     |     | 12    | 10°  |
| Anno    | Squadra       | Classe   | Vettura     | SEB | ALG | SPA | LMS | MON | FUJ | BHR |     | Punti | Pos. |
| 2023    | Peugeot Sport | Hypercar | Peugeot 9X8 | 9   | 7   | 7   | 6   | 3   | 8   | 9   |     | 51    | 8°   |
| Anno    | Squadra       | Classe   | Vettura     | QAT | IMO | SPA | LMS | SÃO | COA | FUJ | BHR | Punti | Pos. |
| 2024    | Peugeot Sport | Hypercar | Peugeot 9X8 | SQ  | 9   | 10  | 12  | 8   | 12  | 4   | 3   | 42    | 12°  |
| Anno    | Squadra       | Classe   | Vettura     | QAT | IMO | SPA | LMS | SÃO | COA | FUJ | BHR | Punti | Pos. |
| 2025    | Peugeot Sport | Hypercar | Peugeot 9X8 | 9   | 9   | 11  | 15  |     |     |     |     | 5*    |      |
| Legenda |               |          |             |     |     |     |     |     |     |     |     |       |      |

* Stagione in corso.